# NGC 3
NGC 3 és una galàxia lenticular en la constel·lació dels peixos.
Va ser descoberta el 29 de novembre del 1864 per Albert Marth.